# Froland
Froland è un comune norvegese della contea di Agder.